# Amorphoscelis laxeretis
Amorphoscelis laxeretis es una especie de mantis de la familia Amorphoscelidae.

## Distribución geográfica
Se encuentra en Costa de Marfil, Ghana, Togo y  Bioko.